# خیمی لازکانو
خیمی لازکانو (انگلیسی: Jaime Lazcano; ۳۰ دسامبر ۱۹۰۹ – ۱ ژوئن ۱۹۸۳) بازیکن فوتبال اهل اسپانیا بود.
از باشگاه‌هایی که در آن بازی کرده‌است می‌توان به باشگاه فوتبال اوساسونا، باشگاه فوتبال اتلتیکو مادرید، و باشگاه فوتبال رئال مادرید اشاره کرد.
وی همچنین در تیم ملی فوتبال اسپانیا بازی کرده‌است.